# Bert Rutten
Bert Rutten es un jinete neerlandés que compitió en la modalidad de doma.
Ganó una medalla de plata en el Campeonato Mundial de Doma de 1986 y una medalla de bronce en el Campeonato Europeo de Doma de 1987, ambas en la prueba por equipos.

## Palmarés internacional
| Campeonato Mundial | Campeonato Mundial      | Campeonato Mundial | Campeonato Mundial |
| Año                | Lugar                   | Medalla            | Categoría          |
| ------------------ | ----------------------- | ------------------ | ------------------ |
| 1986               | Cedar Valley (Canadá)   | Medalla de plata   | Por equipos        |
| Campeonato Europeo |                         |                    |                    |
| Año                | Lugar                   | Medalla            | Categoría          |
| 1987               | Leicester (Reino Unido) | Medalla de bronce  | Por equipos        |